# Az RB Leipzig sikerei
Ez a szócikk az RB Leipzig által megnyert összes trófeát tartalmazza.

## Bajnokság – első osztály
- 2-szeres Bundesliga ezüstérmes: 2016–17, 2020–21
- 3-szoros Bundesliga bronzérmes: 2018–19, 2019–20, 2022–23

## Bajnokság – másodosztály
- 1-szeres Bundesliga 2 ezüstérmes: 2015–16

## Bajnokság – harmadosztály
- 1-szeres 3. Liga ezüstérmes: 2013–14

## Bajnokság – negyedosztály
- 1-szeres Regionalliga Nordost bajnok: 2012–13
- 2-szeres Regionalliga Nordost bronzérmes: 2011–12, 2016–17‡

## Bajnokság – ötödosztály
- 2-szeres NOFV-Oberliga Süd bajnok: 2009–10, 2014–15‡

## Német kupa
- 2-szeres DFB-Pokal-győztes: 2021–22, 2022–23
- 2-szeres DFB-Pokal döntős: 2018–19, 2020–21

## Német szuperkupa
- 1-szeres DFL-Supercup-győztes: 2023
- 1-szeres DFL-Supercup döntős: 2022

## Egyéb
- Szászország kupa (Sachsenpokal)-győztes: 2011, 2013

## Utánpótlás
- 1-szeres Bezirksliga Leipzig-győztes: 2010-2011

- 1-szeres U19 Bundesliga North/Northeast-győztes: 2014-2015

- 1-szeres U17 Bundesliga North/Northeast-győztes: 2014, 2015

- ‡ Tartalékcsapat